# Cantón de Fère-en-Tardenois
El cantón de Fère-en-Tardenois (en francés canton de Fère-en-Tardenois) es una circunscripción electoral francesa situada en el departamento de Aisne, de la región de Alta Francia. La cabecera (bureau centralisateur en francés) está en Fère-en-Tardenois.

## Historia
Fue creado en 1790, al mismo tiempo que los departamentos.
Al aplicar el decreto n.º 2014-202 del 21 de febrero de 2014 sufrió una redistribución comunal con cambios en los límites territoriales.